# Torino Palasport Olimpico
Torino Palasport Olimpico är en ishall i Turin. Arenan har en publikkapacitet på 12350 åskådare. Här, och i Torino Esposizioni  spelades olympiska ishockeymatcher 2006.
Eurovision Song Contest 2022 har denna arena som tävlingsarena detta året.